# Acanthalburnus urmianus
Acanthalburnus urmianus es una especie de pez de la familia de los Cyprinidae en el orden de los Cypriniformes.

## Reproducción
Es ovíparo.

## Distribución geográfica
Se encuentra en la Irán.

## Observaciones
Es inofensivo para los humanos.